# Praia do Campeche

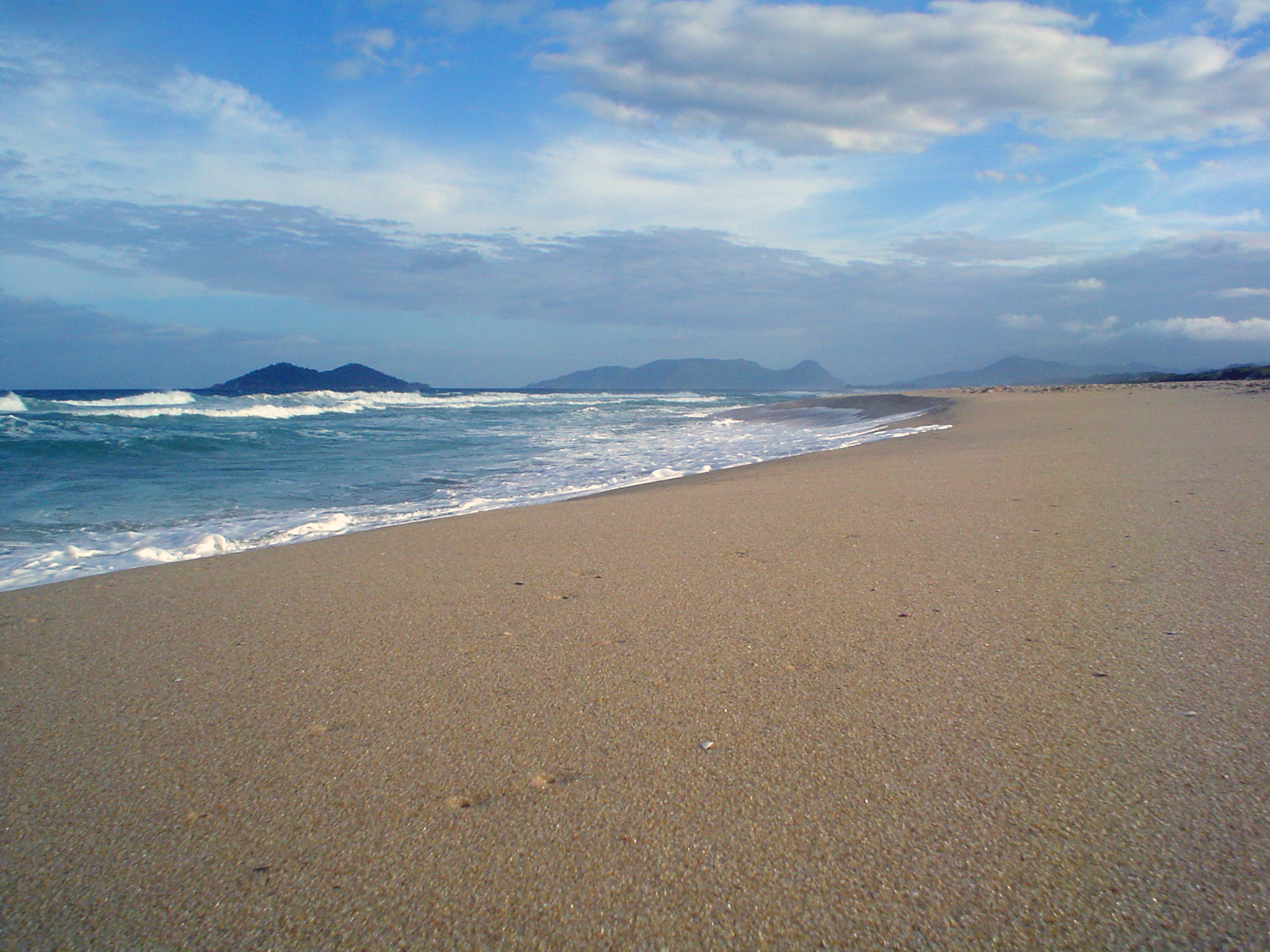
Praia do Campeche

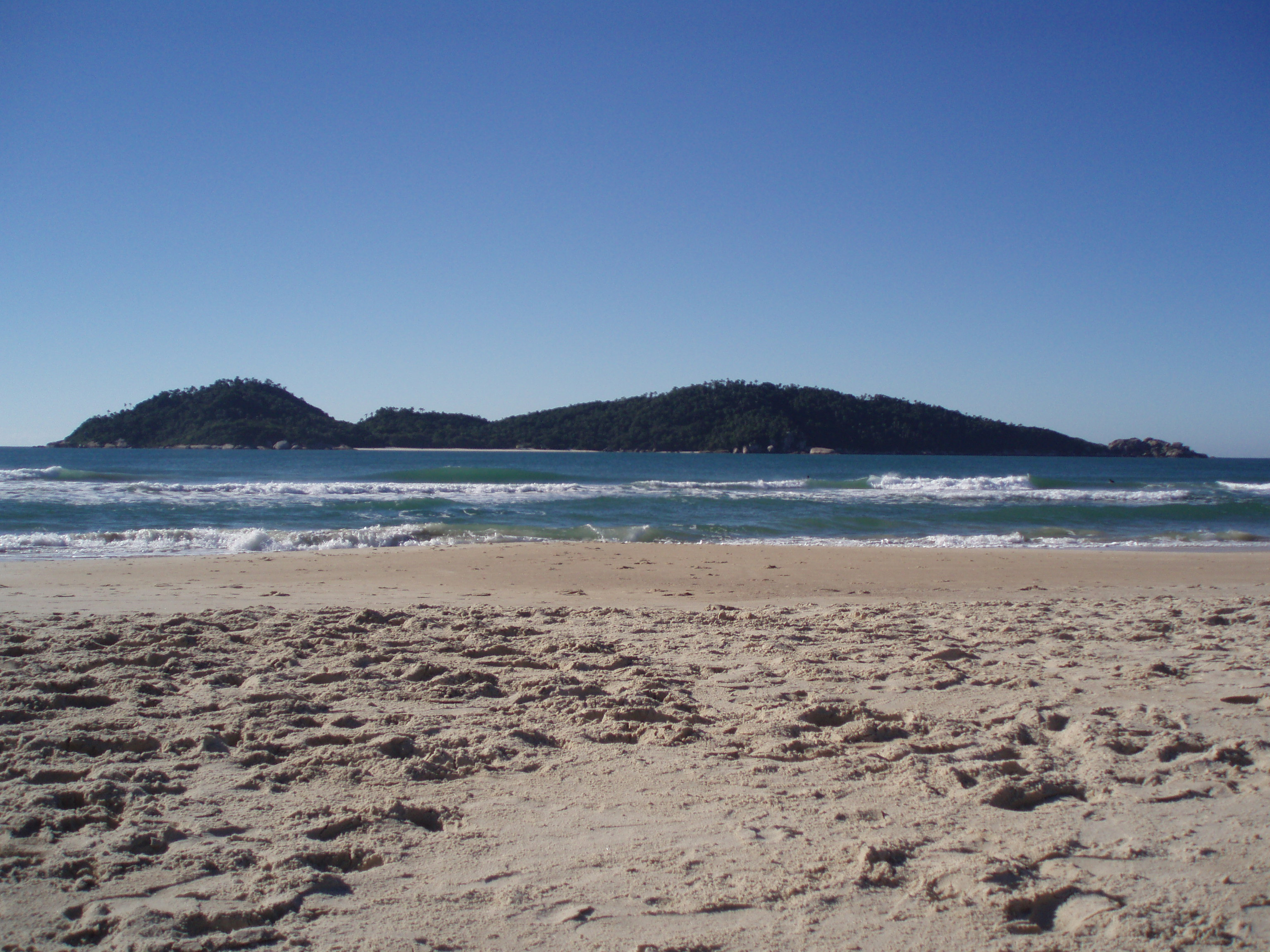
Uitzicht op Ilha do Campeche

Praia do Campeche is een strand op gelegen in de buurt Campeche in de gemeente Florianópolis op het eiland Santa Catarina in het zuiden van Brazilië. Het strand ligt tussen de stranden Praia da Joaquina en Praia do Morro das Pedras.

## Sport
Het strand wordt veel bezocht door surfers over de hele wereld. Maar ook worden hier andere sporten beoefend, zoals bodyboarden, kitesurfen, kajakken en footvolley. Deze sporten vinden voornamelijk plaats op een gedeelte van het strand die bekend is onder de naam Campeche Riozinho.

## Ilha do Campeche
Tegenover het strand bevindt zich Ilha do Campeche, een eiland in de Atlantische Oceaan van 381.648.00 m2. Het is grondgebied van de gemeente Florianópolis. Het eiland is 1500 meter lang en 500 meter breed. Aan de kust ten westen van het eiland is een prachtig strand van fijn wit zand.

## Walvissen
In de winter, vooral in de maanden juli en augustus, zijn er meestal walvissen op het strand te vinden. Het strand fungeert dan als een kraamkamer voor de walvissen.